# Aurosonic
Aurosonic ist ein russisches Trance-Projekt aus Noginsk bestehend aus Jewgeni Smirnow (russisch Евгений Смирнов) und Sergei Klimow (russisch Сергей Климов).

## Karriere
Das Musikprojekt Aurosonic wurde am 6. Juni 2005 gegründet, als sich das Duo mit ähnlichem musikalischem Geschmack entschloss ihre Bestrebungen zusammenzulegen. Während Jewgeni Smirnow die Musik des Projekts produziert, übernimmt Sergei Klimow die Musikauswahl und das Mixen der DJ-Sets. 2008 erschien ihr Debütalbum Always Together.
Das russische Duo hat auch einige Remixe produziert. Insbesondere die Remixe von „See the Sun“ und „Black Flowers“ von Matt Dareys Musikprojekt Urban Astronauts waren sehr erfolgreich und verhalfen ihnen zu internationaler Beachtung. Ihr Remix von See the Sun kam in Armin van Buurens Radiosendung A State of Trance in die Top 20 of 2009.

## Diskografie

### Alben
- 2008: Always Together

### Singles
- 2006: Hawai
- 2006: Memories
- 2006: Missing You / Gemini
- 2006: Underwater
- 2007: Rainbow
- 2007: Starfall
- 2008: High Pressure (vs. Allan O'Marshall)
- 2008: My Way
- 2008: Solar Breath
- 2008: You Fade Away (mit Zirenz)
- 2009: Ocean Wave (mit Morphing Shadows feat. Marcie)
- 2010: Always Together (mit Morphing Shadows feat. Tiff Lacey)
- 2010: Feel (mit DJ Feel feat. Ale Haze)
- 2010: Mascarade (Amnesia Mascarade Russia '09 Hymne)
- 2011: Without You (mit Ange)
- 2013: Open Your Eyes (feat. Kate Louise Smith)
- 2013: Tell Me Why (feat. Nicol Cache)
- 2013: Paradise (mit Martire feat. Aelyn)
- 2014: All I Need (mit Frainbreeze & Katty Heath)
- 2018: Ask Me Anything (mit Ana Criado)
- 2024: Will You Find Me, Denis Karpinskiy, Marie Mauri mit Songtext von Magdalena Kaczmarek

### Remixe (Auswahl)
- 2008: Ashley Wallbridge – The Embrace
- 2008: Myon & Shane 54 – Trapped
- 2009: Matt Darey pres. Urban Astronauts feat. Kate Smith – See the Sun
- 2009: Tritonal – What I Say
- 2010: Matt Darey pres. Urban Astronauts feat. Kristy Thirsk – Black Flowers
- 2010: Aly & Fila feat. Josie – Listening
- 2011: Bartlett Bros & Amex – Illuminate